# Willowbrook (Comtat de Will)
Willowbrook és un lloc designat pel cens del Comtat de Will a l'estat d'Illinois dels Estats Units d'Amèrica.

## Demografia
Segons el cens del 2000 Willowbrook tenia 2.130 habitants, 726 habitatges, i 638 famílies. La densitat de població era de 243,3 habitants/km².
Per edats la població es repartia de la següent manera: un 23,5% tenia menys de 18 anys, un 7,4% entre 18 i 24, un 22,1% entre 25 i 44, un 36,5% de 45 a 60 i un 10,5% 65 anys o més.
L'edat mediana era de 43 anys. Per cada 100 dones de 18 o més anys hi havia 99,8 homes.
La renda mediana per habitatge era de 88.137 $ i la renda mediana per família de 93.066 $. Els homes tenien una renda mediana de 65.833 $ mentre que les dones 35.000 $. La renda per capita de la població era de 33.177 $. Aproximadament l'1,1% de les famílies i el 2,9% de la població estaven per davall del llindar de pobresa.

## Poblacions properes
El següent diagrama mostra les poblacions més properes.